# Josef Hoop
Franz Josef Hoop (pronunciado /ˈjoːzɛf hˈoːp/ (escucharⓘ); Eschen, 14 de diciembre de 1895 - Coira, 19 de octubre de 1959) fue un político liechtensteiniano que se desempeñó como Primer Ministro de Liechtenstein desde 1928 hasta 1945.

## Biografía
Hoop asistió a la escuela secundaria en Feldkirch, Austria, y por un corto tiempo asistió a la escuela en Zúrich, Suiza. Después de terminar la escuela, Hoop inició sus estudios de lenguas orientales en la Universidad de Innsbruck. Hoop se graduó en 1920 con un doctorado en filosofía. Hoop se desempeñó como agregado y encargado de negocios en la legación de Liechtenstein en Viena desde 1920 hasta 1923, cuando se cerró. De 1924 a 1928 trabajó para la administración de aduanas suiza en Ginebra y San Galo.
Hoop fue el tercer primer ministro de Liechtenstein, del 4 de agosto de 1928 al 3 de septiembre de 1945. Las elecciones parlamentarias de Liechtenstein de 1928 resultaron en una victoria para el Partido Cívico Progresista, y Hoop fue designado para servir como primer ministro.
Durante la Segunda Guerra Mundial, Hoop consideró que la diplomacia amistosa, no vinculante y no provocativa era apropiada para la Alemania nazi, complementada con gestos de cortesía. En 1940, durante una conferencia en Stuttgart, Hoop mostró respeto por los ejércitos alemanes. Al mismo tiempo, vinculó al país lo más posible a Suiza durante la guerra con la esperanza de mantener la neutralidad de Liechtenstein. 
Hoop renunció en septiembre de 1945, después de servir como primer ministro durante diecisiete años.
Después de renunciar como primer ministro, Hoop estudió derecho en la Universidad de Zúrich y luego en la Universidad de Innsbruck en 1946, donde se graduó y recibió un doctorado en 1948. A partir de 1948 trabajó como abogado en Vaduz.
Más tarde, Hoop se desempeñó como miembro de la junta del Banco Nacional de Liechtenstein y presidente de la Corte Constitucional de Liechtenstein. Luego pasó a ser elegido diputado del Landtag de Liechtenstein en 1957, donde sirvió hasta su muerte en 1959. Fue presidente del Landtag de 1958 a 1959.
Hoop murió el 19 de octubre de 1959, a la edad de 63 años.

## Honores
- : Orden del Mérito del Principado de Liechtenstein.[4]